# Čeotina
La Čeotina, encore appelée Ćotina ou Čehotina (en serbe cyrillique : Ћехотина) est une rivière de Bosnie-Herzégovine. Longue de 125 km, elle est un affluent droit de la Drina, donc un sous-affluent du Danube par la Save.
La Čeotina fait partie du bassin versant de la mer Noire. Son propre bassin couvre une superficie de 1 237 km2. Elle n'est pas navigable.

## Géographie
La Čeotina naît de deux rivières qui coulent au Monténégro dans la région de Donji Kolašin, près de la frontière avec la Serbie. Elle oriente sa course en direction du nord-ouest ; elle forme de nombreuses courbes en traversant les montagnes élevées du secteur. Dans cette partie de son cours, elle ne traverse aucune localité, à l'exception du village de Vrulja. Elle passe ensuite sur le versant oriental du mont Korijeni et entre dans la dépression de Pljevlja (Pljevaljska kotlina ; en cyrillique : Пљеваљска котлина). Elle traverse le bassin minier et la ville Pljevlja et poursuit sa course vers la région de Podgora, puis vers les villages de Radosavec[Où ?], Židovići, Donja Brvenica et la petite ville de Gradac. La rivière coule entre la région de Bukovica au nord et les pentes septentrionales du mont Ljubišnja. Sur quelques kilomètres, elle sert de frontière entre la Serbie, le Monténégro et la Bosnie-Herzégovine. Elle continue en direction des villages de Vikoč, Falovići[Où ?], Godijeno et Brusna, avant de se jeter dans la Drina dans la ville de Foča.

## Caractéristiques
La Čeotina coule sur 100 km au Monténégro et sur 25 km en Bosnie-Herzégovine. Elle n'a pas d'affluent majeur, en dehors du Voloder, qui conflue avec elle près de Gradac.
La rivière possède un important potentiel hydroélectrique mais il n'est pas exploité.